# أحمد عبد الله (مدرب كرة قدم سعودي)
أحمد محمد عبد الله، (1954 -2000) هو لاعب ومدرب كرة قدم سعودي سابق ، وهو والد أسطورة كرة القدم السعودية ماجد عبد الله المهاجم السابق لنادي النصر السعودي .

## مسيرته الرياضية
يعوج نسبه إلى قبيلة الجعلين العربية الكنانية،[بحاجة لمصدر] كان أحمد عبد الله أحد أشهر نجوم السودان في الخمسينات الميلادية وكان يلعب في بورتسودان لفريق حي العرب قبل ان يهاجر إلى السعودية ضمن عدد من النجوم السودانيين حيث جاء ذلك بمساهمة من الأمير عبدالله الفيصل الذي كان يخطط للاستفادة من خبرات السودانيين وتطوير لعبة كرة القدم في السعودية.
لعب احمد لفريق الاهلي بجدة سبع سنوات بداية من عام 1951م قبل ان يعتزل الكرة ويتوجه لمجال التدريب. اعتزل الملاعب عام 1958م وأصبح مدرب لنادي الأهلي وفي نهاية عام 1962م انتقل إلى تدريب فريق النصر بسبب خلاف بينة وبين إدارة فريق الأهلي لقيام الأمير / محمد العبدالله الفيصل بعمل غرفة في النادي لعرض أفلام السينما في نادي الأهلي والتي اعترض عليها والد ماجد ورحل.[بحاجة لمصدر] وكان الأمير محمد العبدالله في وقتها عمره 19 سنة.
انتقل إلى فريق النصر عندما كان النصر في الدرجة الثانية ( الأولى حاليا ) وصعد بالنصر إلى الدرجة الأولى خلال سنة واحدة فقط من تدريبه لنادي النصر وحقق مع النصر البطولة في 21/11/1963م.

## حياته الخاصة
كان ابنه الأكبر عبد الله يلعب للاهلي كمهاجم في نهاية السبعينات الميلادية، رزق بماجد وهو ثاني ابناءه عام 1959م، بعد وفاة زوجته السعودية أسماء الخيبري والدة ماجد تفرغ لتدريب الناشئين، أما ابنه الثالث سلطان فكان يلعب في حواري الرياض ورفض الانضمام للاندية برغم انه كان يملك موهبة ملفتة للنظر.[بحاجة لمصدر]
ظل أحمد عبد الله صديقا حميما للأمير عبدالرحمن بن سعود رئيس النصر السابق حتى توفي عام 2000م في الرياض. وتقول بعض الروايات انه لم يحصل على الجنسية السعودية إذ ظل متمسكاً طوال حياته بجواز السفر السوداني ويقوم بتجديده، بينما حصل ابنه ماجد على الجنسية لكونه من أم سعودية.[بحاجة لمصدر]